# Wilhelm Bünger
Wilhelm Rudolf Ferdinand Bünger (* 8. Oktober 1870 in Elsterwerda; † 21. März 1937 in Leipzig) war ein deutscher Jurist und Politiker (DVP). Er war von 1920 bis 1931 Mitglied des Sächsischen Landtages, von 1924 bis 1927 Justizminister und von Juli 1929 bis Mai 1930 Ministerpräsident des Freistaats Sachsen. Von 1931 bis 1936 war Bünger Richter am Reichsgericht (Senatspräsident). Er hatte den Vorsitz im Reichstagsbrandprozess.

## Leben und Wirken
Der Sohn des Geheimen Regierungsrats Ferdinand Bünger und dessen Ehefrau Hedwig (geb. von Saher) studierte an den Universitäten Heidelberg, Halle und Berlin. Seit 1890 gehörte er der Sängerschaft Fridericiana Halle und später auch der Sängerschaft Gotia Göttingen an. Bünger trat 1892 als Referendar in den preußischen Staatsdienst ein, 1897 wurde er Gerichtsassessor. 1902 kam er zur Staatsanwaltschaft in Frankfurt am Main. Er wurde ein Jahr später als Hilfsarbeiter an die Reichsanwaltschaft in Leipzig abgeordnet. 1913 wurde er zum Kammergerichtsrat befördert bei weiterem Verbleiben bei der Reichsanwaltschaft. Ab 1914 nahm am Ersten Weltkrieg teil. Er brachte es 1917 zum Hauptmann im Stab Ober Ost, dann zum Bataillonskommandeur und schließlich zum Stabsoffizier in der Obersten Heeresleitung unter Hindenburg und Ludendorff. Nach Kriegsende und der Novemberrevolution ernannte man ihn im März 1919 zum Reichsanwalt.
Bünger trat der nationalliberalen Deutschen Volkspartei (DVP) und war zwischen 1920 und 1931 Abgeordneter des Wahlkreises Leipzig im Sächsischen Landtag. Zunächst Vizepräsident des Landtages und Oppositionsvertreter gegen die linken Landesregierungen, war Bünger  von 1924 bis 1927 Justizminister in den Gesamtministerien Heldt I und Heldt II (SPD- bzw. ASPS-geführte Große Koalition). Den Ehrendoktor der Universität Leipzig bekam der Jurist 1927 verliehen. Im Gesamtministerium Heldt III übernahm Bünger anstelle seines zurückgetretenen Parteikollegen Fritz Kaiser im Februar 1929 das Volksbildungsressort. Von 1926 bis 1932 bewohnte er mit seiner Ehefrau, der DVP-Abgeordneten im Landtag und im Reichstag Doris Hertwig-Bünger, als Dienstwohnung die Villa Hoflößnitzstraße 72 in Oberlößnitz (heute Stadtteil von Radebeul).
Nach der vorgezogenen Neuwahl im Mai 1929 wählte der Landtag Bünger am 25. Juni 1929 mit relativer Mehrheit (44 Ja-, 40 Stimmen für andere Kandidaten, 12 leere Stimmzettel) zum Ministerpräsidenten. Wegen der fehlenden absoluten Mehrheit war seine Wahl umstritten, seine bürgerliche Regierung hatte keine stabile Basis und war auf Tolerierung durch die Nationalsozialisten angewiesen. Zusätzlich zum Ministerpräsidentenamt blieb er auch Minister für Volksbildung. Nachdem er den sächsischen Vertreter im Reichsrat für die Durchführung des Young-Plan stimmen lassen hatte, stürzte ein erfolgreicher Misstrauensantrag sowohl der Kommunisten als auch der Nationalsozialisten am 18. Februar 1930 Bünger und seine Regierung. Er blieb noch bis zur Wahl seines Nachfolgers Walther Schieck am 6. Mai 1930 geschäftsführend im Amt. Im Dezember 1930 übernahm Bünger den Vorsitz der DVP-Fraktion im Sächsischen Landtag.
Im Juli 1931 legte er sein Landtagsmandat nieder und wechselte als Präsident des IV. Strafsenats (zuständig für Republikschutzsachen und Hochverrat) an das Reichsgericht in Leipzig. Dort leitete er unter anderem im Herbst 1933 die Hauptverhandlung im Prozess um den Reichstagsbrand. Dabei verstieß er, um den Erwartungen der NSDAP gerecht zu werden, gegen die damalige Prozessordnung, unter anderem indem er Angeklagte von der Verhandlung ausschloss. Nachdem er wegen der Freisprüche für die mitangeklagten Kommunisten Georgi Dimitroff und Ernst Torgler öffentlich angegriffen wurde, wechselte er im Juli 1934 zum V. Strafsenat. Kurz vor Erreichen der Altersgrenze trat er Ende März 1936 in den Ruhestand.